# Kid Galahad (1937)
Kid Galahad is een Amerikaanse speelfilm uit 1937 onder regie van Michael Curtiz naar een scenario van Seton I. Miller en Francis Wallace. Destijds werd de film in Nederland uitgebracht onder de titel Zijn laatste strijd.

## Verhaal
Als prijsvechter Chuck McGraw door een nieuwkomer wordt verslagen realiseert manager Nick Donati zich dat hij een potentieel nieuwe kampioen heeft, en nieuweling Kid Galahad maakt zijn vertrouwen volledig waar. Fluff, de vriendin van Nick wordt echter verliefd op Kid, die op zijn beurt weer belangstelling heeft voor Nicks jongere zus Marie. Nick, als beschermende broer, laat daarop zijn nieuwe kampioen vallen, en een en ander leidt tot een bijna fataal titelgevecht.

## Rolverdeling
| Acteur             | Personage       |
| ------------------ | --------------- |
| Edward G. Robinson | Nick Donati     |
| Bette Davis        | Louise Phillips |
| Humphrey Bogart    | Turkey Morgan   |
| Wayne Morris       | Kid Galahad     |
| Jane Bryan         | Marie Donati    |
| William Haade      | Chuck McGraw    |